# Folly Beach
Folly Beach es una ciudad situada en el condado de Charleston en el estado estadounidense de Carolina del Sur. La ciudad en el año 2000 tiene una población de 2.116 habitantes en una superficie de 48.3 km², con una densidad poblacional de 66.6 personas por km².  Folly Beach está situada en una isla barrera. Por eso se la conoce como "el borde de América".

## Geografía
Folly Beach se encuentra ubicada en las coordenadas 32°39′58″N 79°56′21″O / 32.66611, -79.93917. Según la Oficina del Censo, la ciudad tiene un área total de 48,3 km² (18,6 mi²), de la cual 31,8 km² (12,3 mi²) es tierra y 16,5 km² (6,4 mi²) (34.23%) es agua.
El Washout es uno de los lugares más populares para el surf en la costa este a pesar de sus condiciones por lo general en calma. Surgió en 1989 luego del paso del huracán Hugo.

## Demografía
En el 2000 la renta per cápita promedia del hogar era de $46.935, y el ingreso promedio para una familia era de $66.058. El ingreso per cápita para la localidad era de $30.493. En 2000 los hombres tenían un ingreso per cápita de $34.125 contra $30.075 para las mujeres. Alrededor del 12.50% de la población estaba bajo el umbral de pobreza nacional. 

### Localidades adyacentes
El siguiente diagrama muestra a las localidades en un radio de 24 kilómetros (14,9 mi) de Folly Beach.